# Голиков, Вадим Сергеевич
Вади́м Серге́евич Го́ликов (27 апреля 1932, Бежецк, Московская область — 14 ноября 2004, Санкт-Петербург) — советский и российский театральный режиссёр и педагог.

## Биография
Окончил среднюю школу в Бежецке. В 1950 году приехал в Ленинград и поступил на философский факультет ЛГУ. Во время учёбы в университете участвовал в постановках Театра-студии ЛГУ под руководством актрисы и педагога Е. В. Карповой.
В 1955 году окончил философский факультет ЛГУ. По окончании университета преподавал логику и психологию в школе, работал воспитателем в школе-интернате. Затем поступил актером в Русский театр города Кохтла-Ярве.
В 1958 году поступил на режиссёрский факультет ЛГИТМиК на курс Г. А. Товстоногова. В 1962 году поставил дипломный спектакль по пьесе В. С. Розова «Перед ужином» на сцене БДТ, руководителем постановки был Г. А. Товстоногов. Учась в театральном институте, ставил спектакли в Театре-студии ЛГУ.
В 1963 году окончил ЛГИТМиК. После окончания театрального института в 1964 году участвовал в постановке спектакля «Поднятая целина» по М. А. Шолохову в БДТ.
Затем работал режиссёром в Волгоградском драматическом театре, Владивостокском краевом театре драмы.
С 1965 по 1967 год — главный режиссёр Казанского ТЮЗа.
С 1967 по 1970 год — главный режиссёр Ленинградского областного Малого драматического театра.
С 1970 по 1976 год — главный режиссёр Ленинградского академического театра комедии.
С 1976 года работал в разных театрах, в том числе в Ленинградском академическом театре драмы им. Пушкина, в Малом драматическом театре.
С 1980 по 1986 — режиссёр в Ленинградском театре им. Ленинского комсомола.
С 1987 по 1989 год — главный режиссёр Ленинградского областного театра драмы и комедии.
С 1979 года по 2004 год — художественный руководитель Театра-студии ЛГУ.
В 1980—1988, 1990—2003 годах — профессор кафедры режиссуры ЛГИТМиК.

## Работы в театре

### Театр-студия ЛГУ
- 1960 — «Центр нападения умрет на заре», Агустин Куссани, совместно с И. Горбачевым
- 1962 — «Время», композиция по рассказу и киносценарию В. Дудинцева «Новогодняя сказка»
- 1962 — «Вас вызывает Таймыр», А. Галич, совместно с В. Петровым
- 1964 — «Шекспир и столетия», сценическая композиция и постановка В. Голикова.
- 1979 — «Девочки, к вам пришел ваш мальчик!», Л. Петрушевская (спектакль по пьесам «Любовь», «Лестничная клетка», «День рождения Смирновой», «Чинзано»)
- 1980 — «Две стрелы», А. Володин, постановка В. Голикова, музыкальное оформление Ф. Равдоникас, сценическое движение О. Волкова, режиссёр М. Фролов
- 1983 — «Преследование и убийство Жана-Поля Марата, представленное артистической труппой психиатрической лечебницы в Шарантоне под руководством господина Де Сада», П. Вайс, постановка В. Голикова, режиссёр М. Фролов, балетмейстер К. Ласкари, композитор В. Кисин
- 1984 — «Зверь», М. Гиндин, В. Синакевич, постановка В. Голикова, режиссёр М. Фролов, композитор В. Кисин, концертмейстер Н. Соколова
- 1986 — «Времена и нравы», Б. Васильев (по рассказам «Пятница» и «Холодно, холодно»), постановка В. Голикова и А. Толубеева
- 1987—1988 — «И свет во тьме светит», Л. Толстой, постановка В. Голикова
- 1988 — «Бимбонада, или Песни XX века» по пьесам Л. Петрушевской, режиссёры В. Голиков, М. Дульченко, Е. Гурьянова
- 1996 — «Искусство требует жертв?!!!», режиссёр-постановщик В. Голиков, режиссёр М. Дульченко
- 2001 — «3 Садур 3», по пьесам Н. Садур «Поле», «Группа товарищей», «Сила волос», режиссёры В. Голиков, М. Дульченко

### Большой драматический театр
- 1962 — «Перед ужином», В. Розов. (Руководитель постановки — Товстоногов)
- 1964 — «Поднятая целина» по М. Шолохову. Инсценировка П. Демина. Режиссёры А. Херман, В. Голиков.

### Ленинградский областной Малый драматический театр[3]
- 1968 — «Что делать?», Н. Г. Чернышевский
- 1969 — «Без вести пропавшие», С. Микаэлян, Г. Горбовицкий
- 1978 — «Тревога», А. Петрашкевич
- 1980 — «Так оно было», О. Елисеева

### Ленинградский академический театр комедии[4]
- 1970 — «Да здравствует король!», В. Поляков, режиссёр-постановщик В. Голиков
- 1970 — «Село Степанчиково и его обитатели», Ф. Достоевский, режиссёр-постановщик В. Голиков
- 1971 — «Сослуживцы», Э. Брагинский, Э. Рязанов, режиссёр-постановщик В. Голиков
- 1972 — «Тележка с яблоками», Б. Шоу, режиссёр-постановщик В. Голиков
- 1972 — «Маленькое окно на великий океан», Р. Гамзатов, режиссёр-постановщик В. Голиков
- 1973 — «Горячее сердце», А. Островский, режиссёр-постановщик В. Голиков
- 1974 — «Романтики», Э. Ростан, режиссёр-постановщик В. Голиков
- 1975 — «Мужчины, носите мужские шляпы», А. Хмелик, режиссёр-постановщик В. Голиков
- 1976 — «Ремонт», М. Рощин, режиссёр-постановщик В. Голиков

### Ленинградский государственный институт театра, музыки и кинематографии (ЛГИТМиК)
- 1985 — «Кьоджинские перепалки», К. Гольдони
- 1985 — «Альпийская баллада», В. Быков
- 1985 — «Власть тьмы», Л. Толстой (отрывки)
- 1997 — «Синяя-синяя речка…», Б. Вахтин
- 2001 — «Ленивый мститель», по трагедии У. Шекспира «Гамлет»